# 叙州大捷
叙州大捷，1652年，南明与清朝在叙州府（今四川省宜宾市）的作战。
永曆五年（顺治八年，1651年），孙可望率领南明军队已控制全部贵州，前锋进入湖广西部和四川南部。清朝派遣平西王吴三桂、定西将军固山额真李国翰带兵由陕西汉中府入四川。永历五年（顺治八年，1652年）吴三桂、李国翰控制成都府、重庆府、叙州府、马湖府、邛州、雅州、嘉定州、眉州等府县。四月，甲喇章京杨正泰、郭云龙、右路总兵南一魁、叙州总兵马化豹带领的清军攻入叙州府。孙可望派抚南王刘文秀统领援兵四五万人三路入川，由建昌、叙永、彭水展开全面反攻。八月初九日，明军攻克叙州府，据守该城的清兵全军覆没，总兵南一魁不知下落，总兵马化豹只身逃回，甲喇、牛录死难者数十余人。明军白文选也率部反攻重庆。吴三桂、李国翰于八月十九日同四川巡抚李國英在夹江县决定全师北撤。八月二十五日，明军收复重庆。